# Vetra (métro de Milan)
Pour les articles homonymes, voir Vetra.
Vetra est une station de métro à Milan, en Italie. Située sur la ligne 4 du métro de Milan entre De Amicis et Santa Sofia, elle a ouvert le 12 octobre 2024.